# Burundisch-portugiesische Beziehungen
Die burundisch-portugiesischen Beziehungen umfassen die bilateralen Beziehungen zwischen Burundi und Portugal. Die Länder unterhalten seit 1975 direkte diplomatische Beziehungen.
Die Beziehungen zwischen Burundi und Portugal gelten als weitgehend problemfrei, aber erst schwach ausgeprägt. Ihr bilateraler Handel findet auf einem niedrigen Niveau statt, es bestehen keine bedeutenden gegenseitige Auswanderergemeinden, und auch historisch kreuzten sich ihre Wege bisher kaum. Politisch bestehen ebenfalls vergleichsweise wenig Beziehungen. Als bedeutendste Verbindungsglieder können dabei die Zusammenarbeit zwischen der EU und Burundi und die gemeinsame Arbeit in den UNO-Organisationen gelten, darunter die burundischen und portugiesischen Militärkontingente in der UN-Mission in Somalia.
Auf zivilgesellschaftlicher Ebene gibt es nur wenig mehr direkte Berührungspunkte, darunter Kontakte zwischen Kulturschaffenden, insbesondere Auftritte burundischer Musiker in Portugal. Zu nennen auch Projekte portugiesischer Hilfsorganisationen wie die Assistência Médica Internacional (AMI), die mehrfach in Burundi tätig war.
Im Jahr 2019 waren sechs Staatsbürger Burundis in Portugal gemeldet, 2008 war ein portugiesischer Bürger konsularisch in Burundi registriert.

## Geschichte

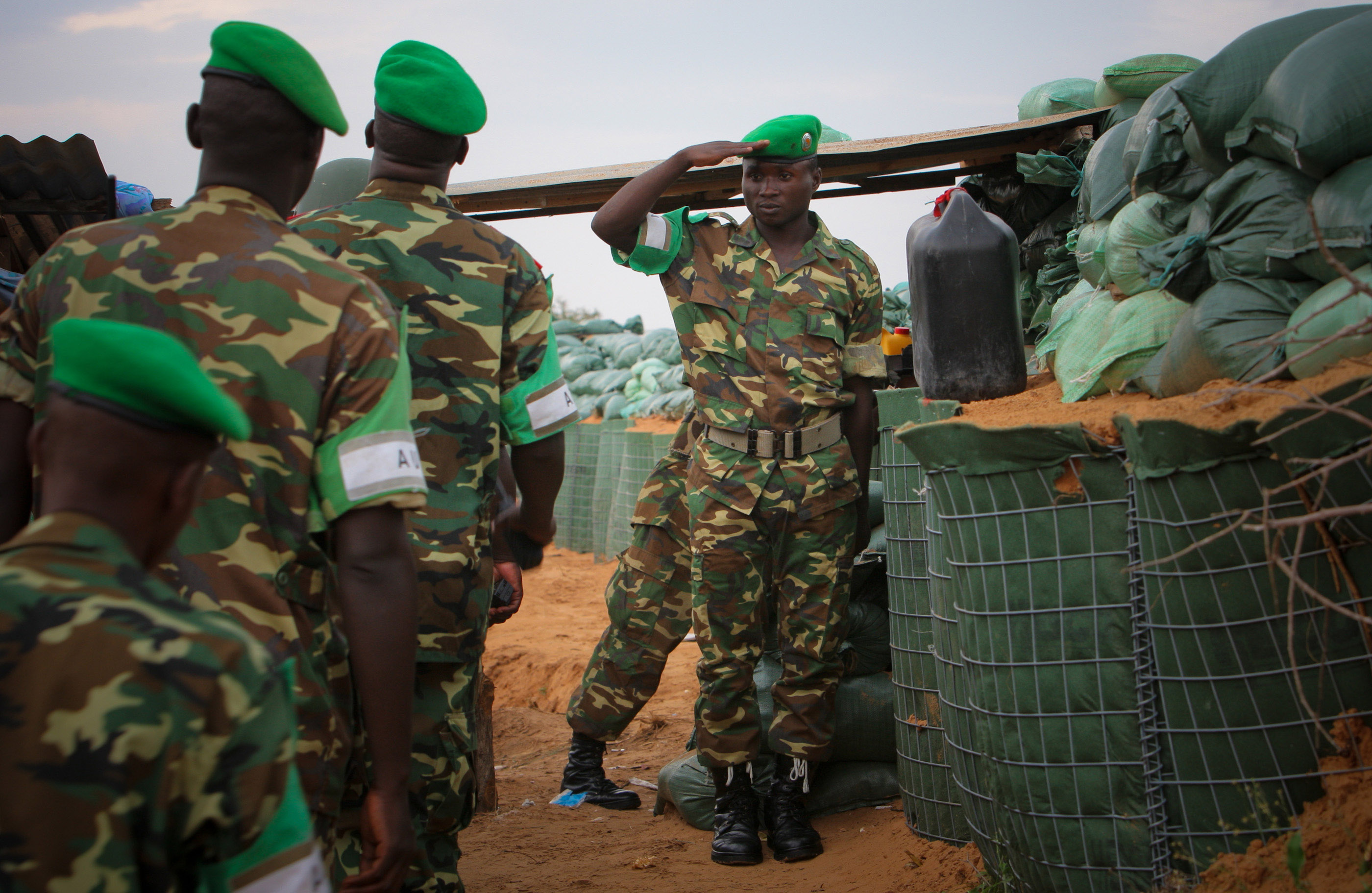
Burundische Einheit in der Mission der Afrikanischen Union in Somalia: auch portugiesisches Militär kam im Rahmen der UN-Mission in Somalia hierher, zur Unterstützung der Mission der Afrikanischen Union

Das alte Königreich Burundi lag auf Höhe jenes Teils der Ostküste Afrikas, den der portugiesische Entdecker Vasco da Gama 1498 erreichte und der danach Teil der Handelsrouten des Portugiesischen Weltreichs wurde (erste Ankunft da Gamas in Mombasa am 7. April 1498, portugiesische Besitznahme Sansibars ab 1505). Jedoch war die Küste Teil der Swahili-Gesellschaft, zu der das Königreich Burundi kaum Beziehungen unterhielt, so dass es auch zu keinen bekannten Begegnungen zwischen Burundiern und Portugiesen kam.
Burundi wurde Ende des 19. Jahrhunderts deutsche Kolonie und nach dem Ersten Weltkrieg als Teil von Ruanda-Urundi eine belgische Kolonie.
1962 erlangte Burundi seine Unabhängigkeit von Belgien. Zum kolonialistischen Estado Novo-Regime Portugals entstanden dabei keine Beziehungen, insbesondere wegen den seit 1961 ausbrechenden Portugiesischen Kolonialkriegen in seinen afrikanischen Überseeprovinzen.
Nach der linksgerichteten Nelkenrevolution 1974 beendete das nunmehr demokratische Portugal seine Kolonialkriege, entließ seine Kolonien in die Unabhängigkeit und richtete die portugiesische Außenpolitik neu aus.
Am 22. Februar 1975 nahmen Burundi und Portugal diplomatische Beziehungen auf. Erstmals akkreditierte sich ein Vertreter Portugals am 21. Juli 1977 in Burundi. Gegenseitige Botschaften richteten beide Staaten danach nicht ein.
Die andauernde innenpolitische Instabilität, die hohe Korruption und die in der Folge weiter anhaltende Unterentwicklung Burundis als ärmstes Land der Welt (2018) erschwerten seither engere Beziehungen auch zu Portugal. Die wenigen direkten Kontakte bestanden meist über multilaterale Organisationen oder über Portugiesen, meist Ärzte, die für portugiesische Organisationen wie die AMI oder internationale wie die Ärzte ohne Grenzen nach Burundi kamen.

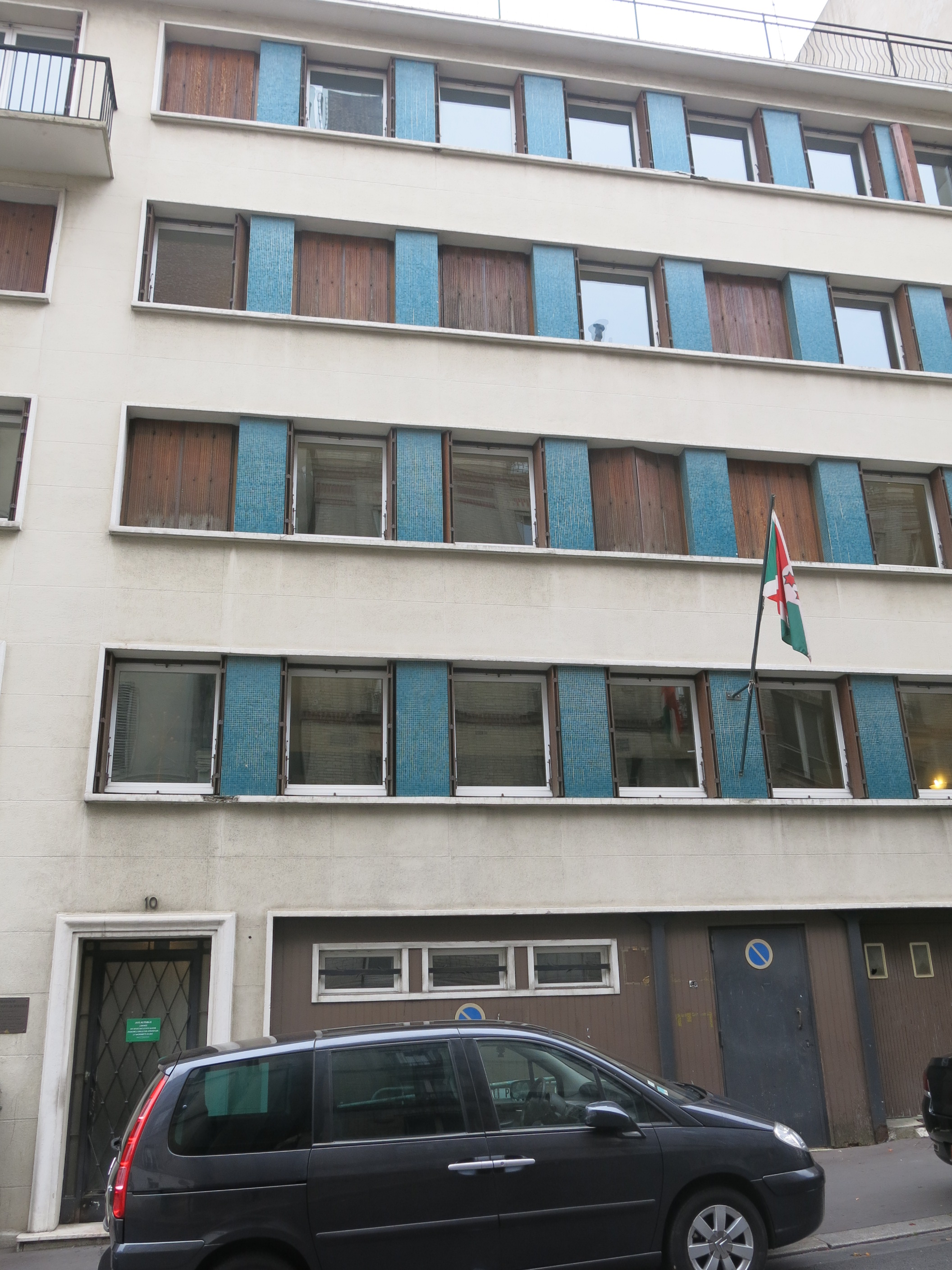
Die Botschaft Burundis in Paris. Sie ist auch für Portugal zuständig.

## Diplomatie
Burundi führt keine eigene Botschaft in Portugal, das Land wird vom burundischen Botschafter in Paris betreut. Auch burundische Konsulate sind in Portugal bisher nicht eingerichtet.
Portugal unterhält ebenfalls keine eigene Botschaft in Burundi, das Land gehört zum Amtsbezirk des portugiesischen Botschafters in Kinshasa. Auch ein Konsulat hat Portugal aktuell nicht in Burundi (Stand 2020).

## Wirtschaft
Das Handelsvolumen zwischen Burundi und Portugal belief sich im Jahr 2017 auf 1,234 Mio. Euro (2016: 88.100 Euro; 2015: 20.300 Euro; 2014: 192.800 Euro; 2013: 413.600 Euro), wobei es ausschließlich portugiesische Exporte nach Burundi gab. Seit 2013 gab es lediglich im Jahr 2016 Exporte nach Portugal (Quarzsand im Wert von 300 Euro). so dass das Handelsvolumen hier auch immer einen gleich hohen Handelsbilanzüberschuss zu Gunsten Portugals darstellt.
Burundis Einfuhren aus Portugal bestanden 2017 zu 96,1 % aus landwirtschaftlichen Erzeugnissen (ausschließlich Malz), zu 2,5 % aus Maschinen und Geräten, und zu 1,4 % aus Metall.
Vier portugiesische Unternehmen waren 2016 im Handel mit Burundi tätig.
Die portugiesische Außenhandelskammer AICEP unterhält keine Niederlassung in Burundi, das Land wird vom AICEP-Büro in der kongolesischen Hauptstadt Kinshasa betreut.

## Kultur
Mangels gegenseitiger Vertretungen gibt es auch nur wenig gegenseitige Ausstellungen oder Veranstaltungen, die von den jeweiligen Botschaften üblicherweise initiiert oder gefördert werden. Auch das portugiesische Kulturinstitut Instituto Camões ist nicht in Burundi tätig.
Der Kulturaustausch findet daher meist in Form von Einladungen burundischer Künstler nach Portugal statt, etwa das Gastspiel des burundisch-britischen Musikers JP Bimeni 2019 beim wichtigsten portugiesischen Weltmusikfestival, dem FMM Festival das Musicas do Mundo in Sines, oder auch der angekündigte Auftritt des burundischen Perkussions- und Tanzensembles Maitres Tambours Du Burundi zum Abschluss des 5. Weltmusikzyklus im Lissabonner Teatro da Trindade am 24. November 2020.

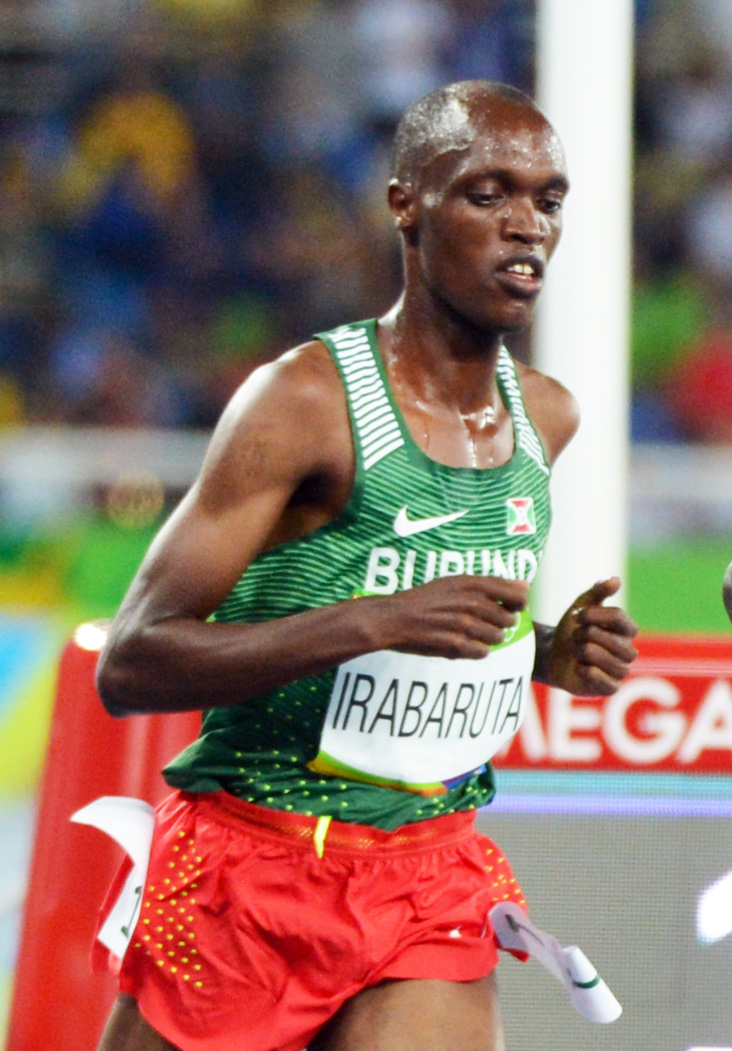
Olivier Irabaruta in Rio 2016: beim Porto-Marathon 2018 hätte er mit 2:09:48 einen neuen Streckenrekord aufgestellt, doch ging hier Robert Chemonges aus Uganda noch 43 Sekunden früher durchs Ziel.

## Sport

### Fußball
Die Burundische und die Portugiesische Fußballnationalmannschaft der Männer sind bisher noch nicht aufeinander getroffen, auch die Burundische und die Portugiesische Frauen-Nationalelf haben bislang noch nicht gegeneinander gespielt (Stand 2020).
Gelegentlich treten Spieler aus Burundi auch für portugiesische Teams an, etwa Nationalspieler Cédric Amissi, der 2016/17 für União Madeira spielte.

### Andere
Bei den Olympischen Spielen 2019 in Rio de Janeiro gelangte die portugiesische Judoka Joana Ramos nach einem Sieg gegen Antoinette Gasongo aus Burundi in die zweite Runde und schloss die Spiele am Ende als 9.
Die Burundische und die Portugiesische Rugby-Union-Nationalmannschaft trafen bereits aufeinander, so im Siebener-Rugby beim Safaricom Safari Sevens Bowl Cup 2015, einem traditionsreichen Turnier in Kenia. Die portugiesische Auswahl besiegte dabei das Team aus Burundi, das als eines der schwächsten des Turniers galt, mit 53:0 und wurde am Ende Zehnter.
Beim Porto-Marathon 2018 wurde der burundische Läufer Olivier Irabaruta Zweiter, hinter Robert Chemonges aus Uganda, der hier mit 2:09:05 einen neuen Streckenrekord aufstellte.